# Flughafen Dunqula

i7
i11
i13
Der Flughafen Dunqula (englisch Dongola Airport) ist ein Verkehrsflughafen in Dunqula (Sudan).

## Fluggesellschaften und Ziele
- Sudan Airways